# Lernaeocera minuta
Lernaeocera minuta är en kräftdjursart som först beskrevs av T. Scott 1900.  Lernaeocera minuta ingår i släktet Lernaeocera och familjen Pennellidae. Arten är reproducerande i Sverige. Inga underarter finns listade i Catalogue of Life.